# Contrato de primer empleo (Francia)

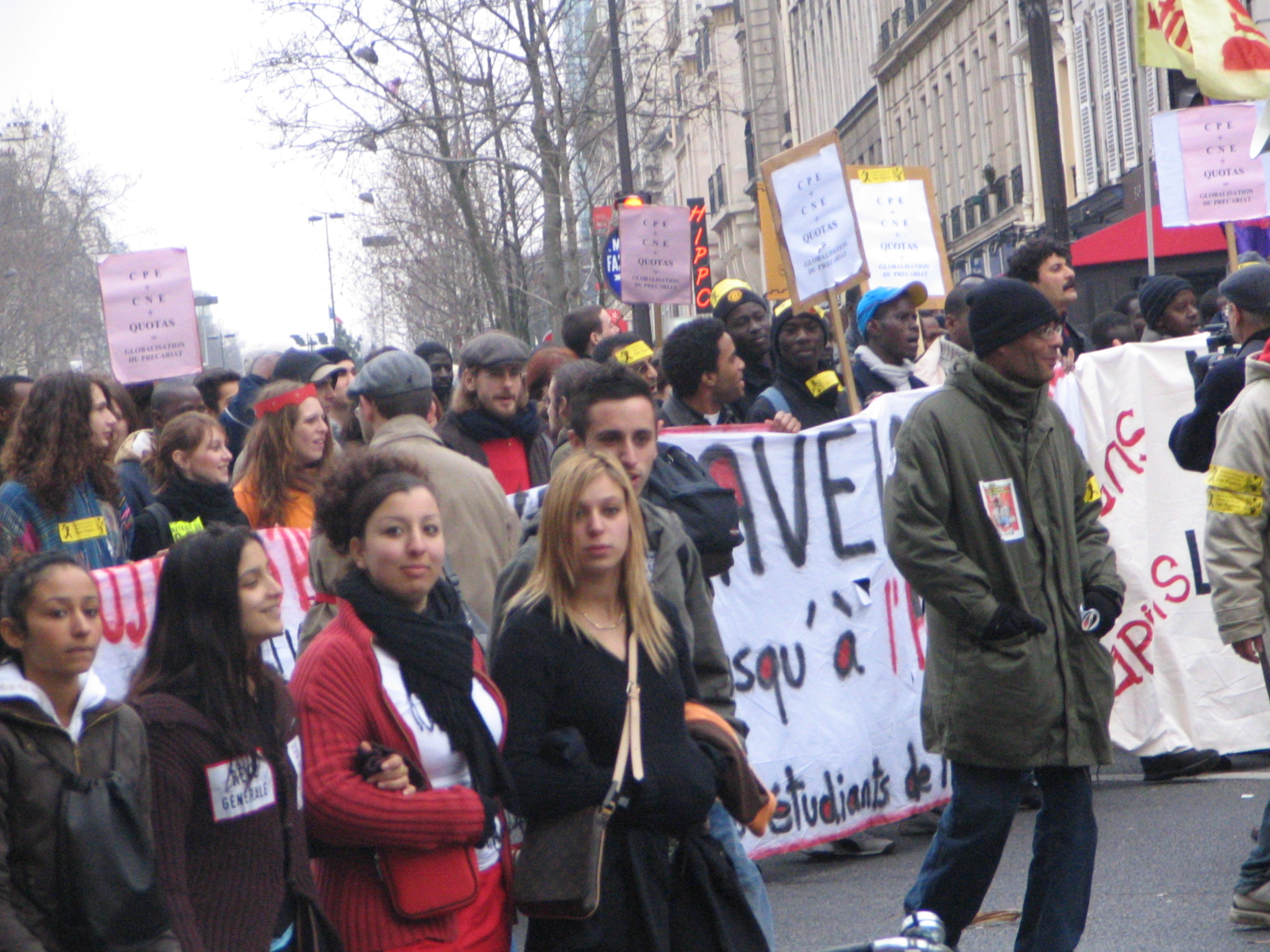
Manifestación contra el CPE, Montparnasse, París, 23 de marzo de 2006.

En Francia, el contrato de primer empleo (en francés: contrat première embauche, CPE) era un tipo de contrato laboral sin límite de duración, destinado a personas menores de 26 años de edad en empresas con más de 20 empleados, previsto en el artículo 8 de la ley de «igualdad de oportunidades» o ley n.º 2006-396 de 31 de marzo de 2006.
Contrariamente a lo que su nombre indica, un empleado podía entrar en el régimen propuesto por este contrato sin que se tratase de su primer empleo (en el caso de que tuviere un contrato de duración determinada o CDD). A semejanza del contrato de nuevo empleo (contrat nouvelle embauche, CNE) de agosto de 2005 propuesto por el primer ministro Dominique de Villepin, este era un contrato de duración indefinida combinado con un "período de probación" de dos años. Pero a diferencia del CNE, en el CPE durante este período el jefe estaba facultado para despedir a su empleado sin motivo jurídico alguno, algo que rompía con una medida de 1973 incluida en el Derecho laboral.
El primer ministro Dominique de Villepin, que anunció su creación el 16 de enero de 2006, afirmó que gracias a este contrato se reduciría la tasa de desempleo juvenil, que en 2006 se encontraba en un 22,3%, superior a la de la media de la población que se situaba en el 9,6%. Este proyecto suscitó una vivaz oposición entre los sindicatos, los partidos políticos de izquierda y un número importante de estudiantes de nivel medio, al considerar que dicho contrato facilitaría los despidos abusivos y la precariedad laboral. Surgieron también posturas en contra al respecto entre organizaciones de derecha y la patronal.
El 10 de abril de 2006, el presidente Jacques Chirac y el primer ministro De Villepin, anunciaron de forma conjunta la retirada del CPE y la aplicación en su lugar de otras medidas para reducir el desempleo juvenil.

## Protestas
La adopción de esta ley en el parlamento fue duramente contestada en la calle, convocándose numerosas manifestaciones de estudiantes a las que se sumaron asalariados, partidos políticos y la mayoría de los sindicatos.